# Lenn Hypolite
Lenn Hypolite (30 de noviembre de 1987) es un deportista trinitense que compitió en taekwondo. Ganó una medalla de plata en el Campeonato Panamericano de Taekwondo de 2008 en la categoría de –72 kg.

## Palmarés internacional
| Campeonato Panamericano | Campeonato Panamericano | Campeonato Panamericano | Campeonato Panamericano |
| Año                     | Lugar                   | Medalla                 | Categoría               |
| ----------------------- | ----------------------- | ----------------------- | ----------------------- |
| 2008                    | Caguas (Puerto Rico)    | Medalla de plata        | –72 kg                  |